# Pyrnus aoupinie
Pyrnus aoupinie är en spindelart som beskrevs av Norman I. Platnick 2002. Pyrnus aoupinie ingår i släktet Pyrnus och familjen Trochanteriidae.
Artens utbredningsområde är Nya Kaledonien. Inga underarter finns listade i Catalogue of Life.